# Среда рабочего стола

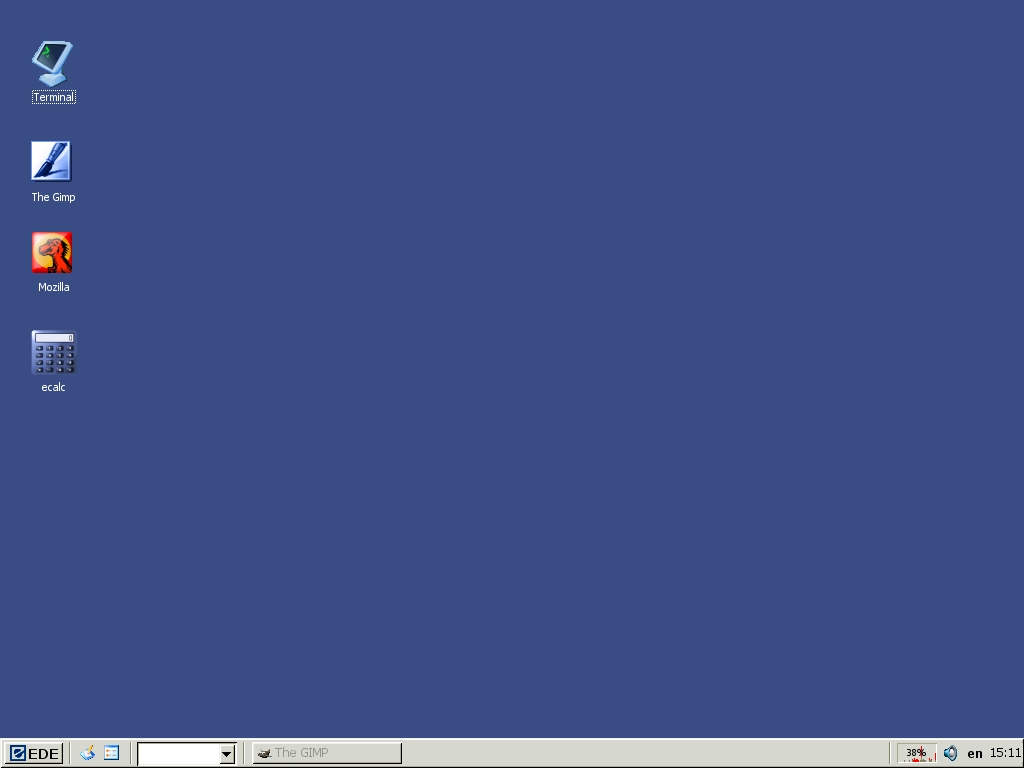
Среда рабочего стола EDE.

Среда рабочего стола (СРС, англ. desktop environment) — разновидность графических интерфейсов пользователя, основанная на метафоре рабочего стола.
Такая среда обеспечивает пространство, называемое рабочим столом, на котором появляются окна, пиктограммы, панели и другие элементы. Обычно поддерживаются механизмы, объединяющие разные части среды, — например, drag-n-drop (перенос данных между окнами с помощью указательного устройства). Назначение рабочего окружения — создание интуитивного способа взаимодействия пользователя с компьютером.
Многие ОС разделяют среду рабочего стола на оконный менеджер и оболочку. Оконный менеджер — системный компонент, незаменяем или труднозаменяем, и позволяет окнам взаимодействовать друг с другом, мышью и клавиатурой. Оболочка — прикладная программа, заменяема и даёт пользовательский интерфейс для запуска других программ.
Самыми распространёнными средами рабочего стола являются Explorer (в Microsoft Windows) и Aqua (Apple OS X). В Unix-подобных операционных системах наиболее популярными средами являются GNOME, KDE Plasma, Cinnamon, XFCE.
Менее известные среды рабочего стола: Aston, BB4Win, BBlean, Cairo, Geoshell, Chroma, Emerge Desktop, elk, FVWM-Crystal, GEM, LiteStep, MATE, LXDE, LXQt, Microsoft Bob, Norton Desktop, OpenWindows, Trinity, Packard Bell Navigator, Program Manager, Project Looking Glass, Ratposion, SEAL, Secure Desktop, SharpE, Talisman Desktop, WinStep, Workbench, UDE, XFast, Xito и многие другие.
Менеджеры окон X Window System, используемые отдельно от какой-либо среды рабочего стола, зачастую включают элементы, схожие с элементами сред рабочего стола. Наиболее характерным примером может быть Enlightenment или Openbox. Менеджеры окон Window Maker и AfterStep, в свою очередь, напоминают интерфейс Nextstep.
В системах с X Window System понятие «среда рабочего стола» более гибкое. В этом контексте среда рабочего стола состоит из менеджера окон (например, Metacity или KWin), файлового менеджера (например, Nautilus или Dolphin), набора тем, программ и библиотек. Любой из этих модулей может быть заменён и индивидуально настроен для достижения нужной комбинации, но большинство сред использует подходящие для большинства пользователей настройки.